# Чёрные кошки (телесериал)
«Чёрные кошки» — российский многосерийный художественный фильм 2013 года режиссёра Евгения Лаврентьева, в основе сюжета которого лежит борьба в послевоенные годы с бандитизмом и диверсантами немецкого спецподразделения «Бранденбург 800» в Ростове-на-Дону.
Съёмки фильма проходили на Украине (город Одесса и его окрестности).

## Сюжет
1947 год, Ростов-на-Дону. В стране, обескровленной войной, царят голод и разруха. Хлеб — в буквальном смысле на вес золота, а стоимость человеческой жизни равняется нулю. Растёт число преступлений, появляются бандитские группировки, которые контролируют целые города. Именно одна из таких банд наводит ужас на жителей Ростова. Расследующий преступления, совершённые этой бандой, начальник отдела по борьбе с бандитизмом майор милиции Драгун начинает подозревать, что милиции противостоят не только уголовники, но и люди, фанатично преданные идеям нацистской Германии. Впоследствии выясняется, что главной целью этих людей является не хищение продуктов и грабёж мирного населения, а освобождение одного из немецких учёных, который в данный момент содержится в лагере военнопленных.

## В ролях
- Павел Деревянко — Егор Никитич Драгун, майор, начальник отдела по борьбе с бандитизмом
- Марина Коняшкина — Дарья Кирилловна Демидова, капитан медицинской службы, и. о. главврача гарнизонного госпиталя
- Ольга Ломоносова — Анна Антоновна, секретарша первого секретаря обкома ВКП(б), резидент иностранной разведки
- Евгений Сидихин — Прохор Петрович Куплёнов, первый секретарь обкома ВКП(б)
- Игорь Савочкин — Василий Макарович Овчаров, полковник, начальник городского отдела внутренних дел
- Павел Трубинер — Павел Николаевич Буров, полковник из центрального аппарата МГБ
- Андрей Смирнов — «Дед Варрава», вор в законе
- Егор Баринов — «Калёный» (Виктор Анатольевич Калёнкин), главарь банды
- Валерий Швец — «Бурундук», бандит
- Денис Фалюта — «Кувалда», бандит
- Андрей Мирошниченко — «Жиган», бандит
- Михаил Хмуров — «Гриф» (Курт), диверсант
- Алексей Комашко — «Кречет» (обер-лейтенант Майер), диверсант
- Алексей Самохвалов — «Стриж» (лейтенант Рейнхардт), диверсант
- Виктор Елизаров — «Дрозд», диверсант
- Сергей Васильев — Йоган Йост (Отто Хартель), немецкий военнопленный, учёный
- Александр Суворов — Фёдор Акимович, майор, заместитель Драгуна
- Виктор Степанян — Армен, оперативник
- Егор Карельский — Яша, оперативник
- Сергей Фролов — Алексей, оперативник
- Ярослав Белый — Артём Потапов, милиционер
- Александр Рудько — Мишка, водитель оперативной машины
- Тимофей Криницкий — Михаил Ильич, патологоанатом
- Вадим Норштейн — Соломон (Моня), скрипач, бывший сапёр
- Мария Антонова — Юля, сестра Яши
- Максим Чагай — «Рябой», щипач
- Виктор Демковский — «Сява», щипач
- Семён Трескунов — Ромка, шпана
- Олег Симоненко — Виктор Иванович Старюк, подполковник, начальник Ростовского ОМГБ
- Дмитрий Сарансков — Губенко, капитан госбезопасности
- Сергей Деньга — Сергей Орлов, майор, следователь военной прокуратуры
- Ольга Равицкая — Олимпиада Семёновна Куплёнова, жена первого секретаря обкома партии
- Наталия Васько — Галина Семёновна Раскова, сестра Олимпиады Куплёновой
- Руслан Герасименко — лейтенант-интендант
- Нина Антонова — баба Ганя, медсестра
- Виктория Кравченя — Аревик Оганесян, девушка Армена
- Анна Дьяченко — Зинаида Илларионовна Ермолова, академик АМН (прототип — Зинаида Виссарионовна Ермольева, врач, д. ч. АМН СССР, разработчик советского пенициллина)
- Александр Онищенко — Александр Иванович Григорьев, муж Ермоловой
- Олег Руссол — Петро Петрович, киномеханик
- Валерий Чернис — Жора «Композитор», музыкант в оркестре кинотеатра «Спартак»
- Геннадий Скарга — Поликарпыч, метрдотель
- Роман Лукьянов — Борис Иванович Рогов, майор, начальник лагеря для военнопленных
- Игорь Равицкий — Илларион Тимофеевич Осипенков, генерал-майор, директор конезавода имени Будённого
- Сергей Соловьёв — Храпов, полковник, директор конезавода имени Первой конной армии
- Артём Музыченко — Алексей, капитан, фельдъегерь из Москвы
- Инна Руди — Дора Моисеевна, продавщица цветов
- Татьяна Иванова — Зина, вдова с двумя детьми
- Татьяна Параскева — Клава, торговка на рынке